# Disney Television Animation
Disney Television Animation америчка је продуцентска кућа са седиштем у Глендејлу. Налази се у власништву предузећа The Walt Disney Company. Производи садржај за Disney Channel, Disney XD и Disney Jr., као и Disney+.